# Arktis
Arktis (stylizowany zapis Arktis.) – szósty album norweskiego multiinstrumentalisty i wokalisty Ihsahna. Wydawnictwo ukazało się 8 kwietnia 2016 roku nakładem wytwórni muzycznych Mnemosyne Records i Candlelight Records. Płytę poprzedził singel pt. „Mass Darkness”, który trafił do sprzedaży 18 grudnia 2015 roku. Do utworu powstało ponadto tzw. „lyric video”. Płyta zadebiutowała na 13. miejscu listy Top New Artist Albums (Heatseekers) w Stanach Zjednoczonych. Ihsahna w nagraniach wsparli m.in. wokalista Matt Heafy, znany z występów w zespole Trivium oraz perkusista Tobias Ørnes Andersen. Miksowanie i mastering nagrań wykonał Jens Bogren, który współpracował z Ihsahnem w latach poprzednich.

## Lista utworów
Opracowano na podstawie materiału źródłowego.
| Nr  | Tytuł utworu               | Autorzy | Długość |
| --- | -------------------------- | ------- | ------- |
| 1.  | „Disassembled”             | Ihsahn  | 05:02   |
| 2.  | „Mass Darkness”            | Ihsahn  | 03:52   |
| 3.  | „My Heart Is of the North” | Ihsahn  | 04:43   |
| 4.  | „South Winds”              | Ihsahn  | 05:34   |
| 5.  | „In the Vaults”            | Ihsahn  | 04:09   |
| 6.  | „Until I Too Dissolve”     | Ihsahn  | 05:24   |
| 7.  | „Pressure”                 | Ihsahn  | 06:04   |
| 8.  | „Frail”                    | Ihsahn  | 03:39   |
| 9.  | „Crooked Red Line”         | Ihsahn  | 04:16   |
| 10. | „Celestial Violence”       | Ihsahn  | 05:24   |
|     |                            |         | 48:07   |

## Twórcy
Opracowano na podstawie materiału źródłowego.
| - Ihsahn – śpiew, gitara, instrumenty klawiszowe, gitara basowa, produkcja muzyczna, realizacja nagrań - Matt Heafy – śpiew (2) - Einar Solberg – śpiew (1, 10) - Tobias Ørnes Andersen – perkusja - Jørgen Munkeby – saksofon (9) |  | - Robin Ognedal – gitara (3) - Nicolay Tangen Svennæs – instrumenty klawiszowe (3) - Hans Herbjørnsrud – melorecytacja (11) - Jens Bogren – miksowanie, mastering - Ritxi Ostáriz – oprawa graficzna |